# Godofredo Daireaux

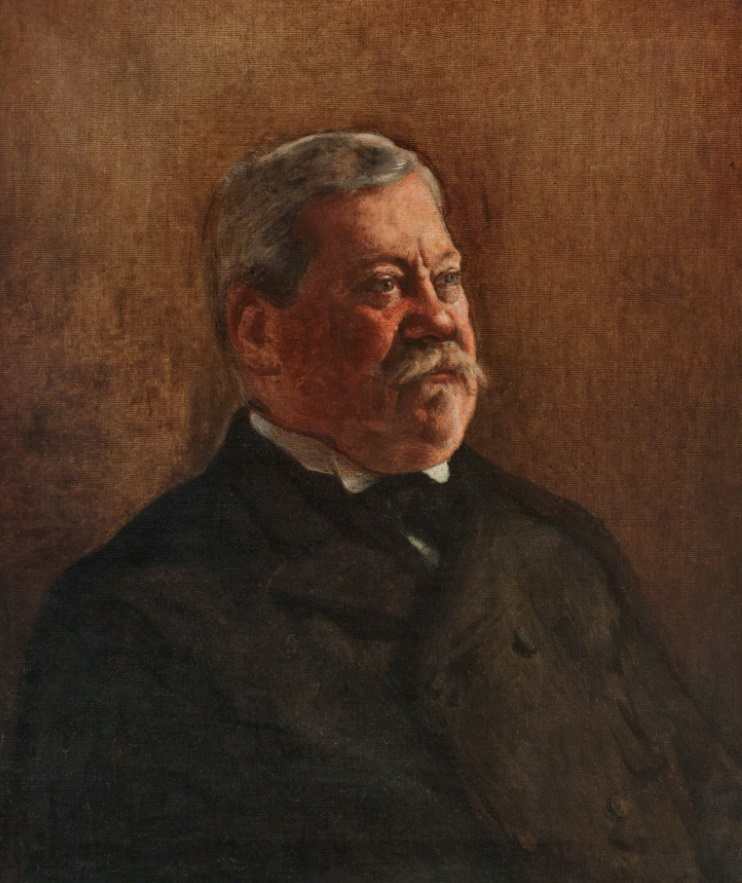
Godofredo Daireaux, retratado por Eduardo Sívori

Godofredo Daireaux —Geoffroy François Daireaux— (París 1849 - Buenos Aires 1916) fue ganadero y agricultor, además de docente, funcionario público, mecenas de artistas y crítico de arte. Aunque su faceta más notable fue la de escritor.

Nadie mejor que él nos conoce, ni se amalgama tanto al criollismo porteño francés, lo mismo usa el redingot parisiense que el poncho calamaco. Carlos Guido y Spano

## Biografía
Se estableció en la Argentina en 1868, donde se dedicó a la actividad agropecuaria y comercial estableciendo almacenes de ramos generales. Ya en 1883 poseía tres estancias: en Rauch "La Cristalina" fundada año 1878, en Olavarría, fundada en el año 1880 y en Bolívar (hoy Partido de Daireaux) "Las Diez Lagunas" fundada en el año 1883. Compró terrenos e instaló almacenes sobre la línea del ferrocarril al Pacífico y participó de la fundación de la ciudad de Rufino en la provincia de Santa Fe y Laboulaye y General Viamonte en la provincia de Córdoba. Debido a sus problemas de salud abandonó su labor colonizadora, comercial y agropecuaria, y se dedicó a la docencia y a la escritura.
De 1901 a 1903 fue inspector general de Enseñanza Secundaria y Normal, compartiendo esta actividad con Leopoldo Lugones y Pablo Pizzurno. Enseñó francés y Trabajo Agrícola en el Colegio Nacional Central (hoy Colegio Nacional de Buenos Aires) Trabajó para el diario La Nación, colaboró en Caras y Caretas, el diario La Prensa, La Ilustración Sudamericana, La Capital de Rosario, La Vasconia, Courrier del Plata y dirigió el diario francés L’independant, Buenos Aires Herald, Revista Euskal Echea, The Standard, Revista Athinae (de Mario A. Canale), La Liga Agraria, Revista Socialista, El Fogón de Montevideo, Revista Universitaria de la UBA. En su hogar se reunían artistas como Eduardo Sívori, Fernando Fader, Cesáreo Bernaldo de Quirós, Eduardo Schiaffino, Martín Malharro, y el escultor Rogelio Yrurtia entre otros; más tardíamente se incorporó el pintor italiano Mario Augusto Canale que se casó con su hija Lucía. Estas reuniones quedaron reflejadas en el cuadro "La noche de los viernes" que se exhibe en el Museo Nacional de Bellas Artes de Buenos Aires, Argentina. Fue uno de los impulsores de la creación de la Sociedad Estímulo de Bellas Artes.[cita requerida] Escribió relatos de costumbres y de un género muy poco común: cuentos fantásticos del campo. Algunos de sus libros: Comedias Argentinas, Cada Mate un Cuento, Las Veladas del Tropero (quizá su libro más famoso), Tipos y Paisajes Criollos, etc. están compuestos de decenas de cuentos de aquel género. Adaptó también en Fábulas Argentinas, las fábulas de Lafontaine con los animales de la pampa Argentina. Para sus clases en el Colegio Nacional, escribió los libros de texto para sus alumnos que luego se convirtieron en verdaderos tratados como La cría del ganado en la Estancia Moderna, Almanaque para el campo, Trabajo Agrícola y cuadro metódico de verbos franceses, que fueron utilizados luego por varias generaciones en las escuelas Argentinas. En París publicó Dans la Pampa (Los Dioses de La Pampa). Una escuela de artes y oficios en Rufino, calles en dieciséis ciudades y una ciudad y un partido bonaerense, fundados por el italiano Pablo Guglieri y ubicados en antiguos terrenos de la estancia "Las Diez Lagunas" -de la que era propietario junto con su hermano Émile Honoré Daireaux-, llevan hoy de nombre su apellido.
Un busto en bronce de él, realizado por Rogelio Yrurtia, se encontraba en el Rosedal de Palermo hasta hace unos años, encontrándose el original de yeso en el Archivo de Mario A. Canale.
Su legado se encuentra en el Museo de Artes Plásticas Eduardo Sivori (retrato por Eduardo Sívori), Museo Nacional de Bellas Artes (retrato y otras pinturas que retratan parte de su familia y amistades realizados por su yerno el pintor Mario Augusto Canale), Museo de Historia de la Nación, Museo de Historia de la Ciudad de Rufino, Museo de Historia de la Ciudad de Laboulaye, en los archivos de Mario Augusto Canale pertenecientes a la Familia Canale-Daireaux, en la Fundación Espigas, y en el Museo de Historia de la Ciudad de Daireaux, así como en el libro "Godofredo Daireaux, una aproximación a su retrato", de la autora Patricia Tobaldo. Sus libros de cuentos se siguen reeditando, y fueron incorporados nuevamente como material de lectura en las escuelas bonaerenses.
Fue uno de los fundadores de la Sociedad Argentina de Escritores, de la cual fue co-redactor de su estatuto. Falleció en Buenos Aires en 1916. Sus restos aún no descansan en la ciudad de Laboulaye, donde fue su deseo.

## Obras
"Las veladas del tropero", de vivaz narrativa y humor ligero, es uno de sus libros más representativos. Se trata de varios cuentos relacionados con viejas estancias. Realiza una descripción de los personajes y ambiente criollo con maestría, introduciendo elementos fantásticos del campo, un género en el que Godofredo Daireaux es casi único.

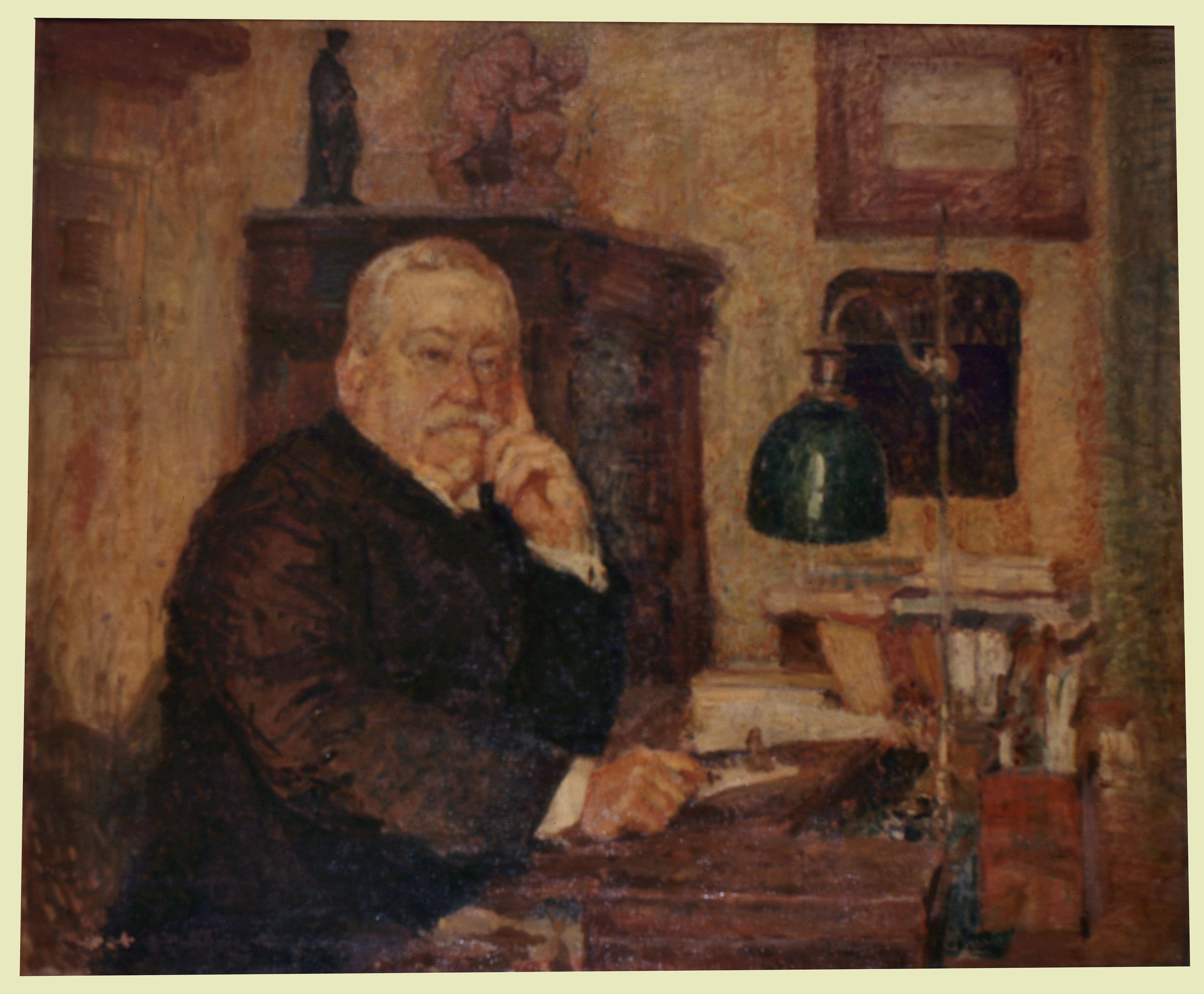
Óleo de Mario Augusto Canale sobre Godofredo Daireaux.

- La Cría del Ganado/ Manual del Estanciero (año 1887)
- Manual del Agricultor (año 1901)
- Tipos y Paisajes Criollos I serie(año 1901)
- Tipos y Paisajes Criollos II serie (año 1901)
- Alejo Peyret (año 1902)
- Cada Mate un Cuento (año 1902)
- Los Dioses de La Pampa )año 1902)
- Trabajo Agrícola para 3° y 4° año de Colegios Nacionales (año 1902)
- Tipos y Paisajes III serie (año 1903)Comedias argentinas, publicado en 1909 por Godofredo Daireaux.
- Tipos y Paisajes Criollos IV serie (año 1903)
- Cuadro metódico de verbos franceses ( año 1904)
- El General Roca , ensayo (año 1904)
- Fábulas Argentinas (año 1905)
- Las dos Patrias ( año 1908)
- Comedias Argentinas (año 1909)
- Retour de Buenos Aires(año 1909)
- Censo Agropecuario de La Nación de Agronomía y Ganadería / La Estancia Argentina (año 1909 )
- Los Milagros de La Argentina (año 1910 )
- Las Veladas del tropero (año 1911 )
- Dans la Pampa ( año 1912 )
- Tipos y Paisajes Criollos. selección ( año 1913)
- Las Cien Hectáreas de Pedro Villegas (año 1914)
- Costumbres Criollas (año 1915)
- Recuerdos de un Hacendado (año 1916)

## Obras[1]
- 1- Cría de Ganado en la Pampa. Manual del Estanciero (Edit. Félix Lajouane, 1887)
- 2° La Cría del Ganado en la República Argentina (1900)
- 3° La Cría del Ganado en La Estancia Moderna (Prudent Hnos., 1904; 569 p.)
- 4° La Cría del Ganado , Manual del Estanciero ( Prudent 1908 )
- 5° la Cría del Ganado en la Estancia Moderna Edit. Agro ( 1946)
- 6° La Cría del ganado en la estancia. Edit.Agro.(1946)
- 2- Manual del Agricultor (Prudent Hnos y Moetzel 1901-894p.)
- 2° Edit. Pruden Hermanos & Moetzel 1904
- 3° Edit. Agro, versión corregida, Muller Defradás y E. Zecca. 1946)
- 3- Tipos y Paisajes Criollos. Primera Serie (Prudent Hnos., 1901; 128 p.)
- 4- Tipos y Paisajes Criollos. Segunda Serie. (Prudent Hnos., 1901; 123 p.)
- 5- Alejo Peyret, Imprenta Didot, 1902, pág. 7-25.
- 6- Cada Mate un Cuento (Ivaldi y Checchi, 1902; 176 p.)
- 2° Segunda Edic. Edit. Agro.1945
- 7- Los Dioses de La Pampa (Ivaldi y Checchi, 1902; 168 p.)
- 2° Segunda Edición. Edit., Agro 1945)
- 8- Trabajo Agrícola. para 3° año de colegios nacionales. Imp. En Taller

Penitenciaría. 1902
- 9-Trabajo Agrícola para 4° año de colegios nacionales.Taller de la Penitenciaría 1902
- 10- Tipos y Paisajes Criollos, Tercera Serie (Prudent Hnos., 1903; 324 p.)
- 11- Tipos y Paisajes Criollos, Cuarta Serie (Prudent Hnos., 1903; 326 p.)
- 12- Cuadro Metódico de verbos franceses (Cabaut y Cía., 1904-156 p.)
- 13- El General Roca, Ensayo (Prudent Hnos., 1904; 34 p.)
- 14- Fábulas Argentinas. (edit. Biblioteca de La Nación 1905; 213 p.)
- 2° Fábulas Argentinas (Prudent Hnos., s/f. 297 p.)
- 3° Fábulas Argentinas, Edit. Escolar (Prudent Hnos., 1910; 186 p.)
- 4° Fábulas Argentinas, Edit. Agro., 1945
- 5° Fábulas Argentinas, Secretaría de Cultura de La Nación, 1994; 176 p.
- 6° Fábulas Argentinas, Edit. Buena Vista, 2007; 166 p.
- 7° Fábulas Argentinas, Edit. Continente, 2008; 93 p.
- 8° Fábulas Argentinas, Edit. Continente , 2011; 62 p.
- 15- Monografía Agrícola de La República Argentina( Medalla de oro de la “Société de Agriculteurs de France”)

- 16- Las dos Patrias,(Biblioteca La Nación,1908-315 p.)
- 2° Las dos Parias (Edit. Agro, 1945)
- 3° Las dos Patrias, (Librería Histórica, 2005-247 p.)
- 17- Comedias Argentinas (Prudent Hnos., 1909-253 p.)
- 18- Retour de Buenos Aires, Comedie en un acte (Prudent Hnos., 1909; 47 p.)
- 19- Censo Agropecuario de la Nación de Agronomía y Ganadería (1909-Talleres de Publicaciones de la oficina Meteorológica-Anexo al censo Nacional)

- 20-Los Milagros de La Argentina (Biblioteca de La Nación.1910-262 p.)
- 2° Los Milagros de La Argentina (Ediciones Agro.1945)
- 3° Los Milagros de La Argentina, (Edit. TOR, 1948-390.p.)
- 21-Las Veladas del Tropero (Biblioteca de la Nación, 1911-319 p.)
- 2° Las Veladas del Tropero, Edit. Aurora, 1942.
- 3° Las Veladas del Tropero, Edit. Agro, 1945.
- 4° Las Veladas del Tropero, Edit. Emece, 1953.
- 5° Las Veladas del Tropero, Edit. Eudeba, 1966.
- 6° Las Veladas del Tropero, Edit. Guadalupe, 1975.
- 7° Las Veladas del Tropero, Edit. Emece, 2000-203p.
- 8° Las Veladas del Tropero, Edit. Quevedo, 2006, 320p.
- 9° Las Veladas del Tropero, Edit. Quevedo , 2011, 320 p.
- 22- Dans La Pampa, Paris, Hachette, 1912; 225p.
- 23- Tipos y Paisajes Criollos (Selección de La Nación, 1913; 302p.)
- 24- Las cien Hectáreas de Pedro Villegas (Prudent Hnos., 1914; 220p.)
- 2° Las cien Hectáreas de P Villegas, Edit. Agro -1945
- 25- Costumbres Criollas (Biblioteca La Nación, 1915; 300p)
- 26- Recuerdos de un Hacendado (Biblioteca la Nación, 1916; 318p.)
- 2° Recuerdos de un Hacendado (Edit. Agro, 1945)
- Tipos y paisajes Criollos, Selección Edit. Agro 1945.
- El Fortín, selección. Edit. Agro 1945
- El Hombre que Hacía Llover (Edit. Nuevo Siglo, 1995; 126p.)
- Godofredo Daireaux Homenaje (Talleres de Artesanías Gráficas 1996)
- El Éxodo-Sociedad de Bibliófilos Argentinos(Artesanías gráficas 2007)

ANTOLOGÍAS DE AUTORES VARIOS QUE
INCLUYEN A GODOFREDO DAIREAUX
- 1- Veinte cuentos humorísticos Argentinos (Edit. Kapelusz, 1972)
- 2- Hombrecitos, perros y fantasmas (Edit. Kapelusz, 1988)
- 3- Cuentos de Adolescentes (Edit. Kapelusz, 1979 )
- 4- Los Costumbristas del 900 (Centro Editor de América Latina, 1980)
- 5- Letras de Buenos Aires, 1983
- 6- 17 Cuentos Fantásticos Argentinos (Edit. Plus Ultra, 1980)
- 7- Historias Improbables (Edit. Alfaguara, 2007)
- 8- Camino de Las Fábulas (Editorial Colihue ,2009 )
- 9- El Humor de los Hombres que hicieron la Patria (Edit.Lea-2010)

Libros sobre GODOFREDO DAIREAUX
- 1- Godofredo Daireaux, Aproximación a un retrato por Patricia Tobaldo

Editorial Quevedo. 286 páginas año 2012.
Sus artículos fueron publicados por:
- L'Union Francaise
- Courrier del Plata
- El Diario
- La Nación
- El Gladiador
- Buenos Aires Herald
- La Vasconia
- Revista Euskal Echea
- The Standard
- Zeigest, Berliner Tageblati
- Caras y Caretas
- La Chasse Illustrée
- Revista Athinae
- La Liga Agraria
- L'Illustration
- Le Tour du Monde
- La Prensa
- La Capital (Rosario)
- Revista Socialista
- La Ilustración Sudamericana
- El Fogón de Montevideo
- Media Res
- La Argentina

Algunas de sus obras fueron traducidas al inglés, francés, alemán, japonés y
portugués.